# Grúz férfi vízilabda-válogatott
A grúz férfi vízilabda-válogatott Grúzia nemzeti csapata, amelyet a Grúz Úszó-szövetség irányít. A válogatott kijutott a 2014-es férfi vízilabda-Európa-bajnokságra, ezzel első nagyobb sikerét érte el.

## Eredmények

### Világbajnokság
- 2022 — 10. hely

### Európa-bajnokság
- 1993–2012: nem jutott ki
- 2014: 12. hely
- 2016: 14. hely
- 2018: 13. hely
- 2020: 10. hely
- 2022: 8. hely
- 2024: 10. hely